# 林田熊一
林田 熊一（はやしだ くまいち、男性、1890年3月9日 - 1959年9月30日）は鹿児島県出身の経営者。
林田産業交通（経営破綻後、いわさきグループ傘下にて「林田バス」→「いわさきバスネットワーク」となる。その後鹿児島交通に吸収）の創業者であり、1929年、私設道路などを整備した近代的保養施設の先駆けである霧島温泉郷の林田温泉の開発をおこなった。

## 経歴
- 1890年（明治23年） 3月9日 - 鹿児島県国分市に於いて林田喜八、ケサ（旧姓：藤崎）の長男として出生。
- 1893年（明治26年） 5月 - 薩摩郡宮之城町屋地（現在：さつま町宮之城屋地）に移住。
- 1897年（明治30年） 4月 - 宮之城盈進小学校へ入学。
- 1905年（明治38年） 3月 - 盈進小高等科卒業。本籍地において自転車商を営む。
- 1909年（明治42年） - 結婚。
- 1918年（大正7年）
  - 10月 - 宮之城―川内自動車運送業開始。
  - 11月 - 甲種自動車運転免許を得る（鹿児島県下第一号）
- 1919年（大正8年） - 5月 - 鹿児島市東千石町へ移転。県下定期路線